# Grande Prêmio dos Estados Unidos de 1963
Resultados do Grande Prêmio dos Estados Unidos de Fórmula 1 realizado em Watkins Glen em 6 de outubro de 1963. Oitava etapa do campeonato, foi vencido pelo britânico Graham Hill, que subiu ao pódio junto a Richie Ginther numa dobradinha da BRM, com Jim Clark em terceiro pela Lotus-Climax.

## Classificação da prova
| Pos | Nº | Piloto                  | Construtor     | Voltas | Tempo/Retirada   | Grid | Pontos |
| --- | -- | ----------------------- | -------------- | ------ | ---------------- | ---- | ------ |
| 1   | 1  | Graham Hill             | BRM            | 110    | 2:19:22.1        | 1    | 9      |
| 2   | 2  | Richie Ginther          | BRM            | 110    | + 34.3           | 4    | 6      |
| 3   | 8  | Jim Clark               | Lotus-Climax   | 109    | + 1 volta        | 2    | 4      |
| 4   | 5  | Jack Brabham            | Brabham-Climax | 108    | + 2 voltas       | 5    | 3      |
| 5   | 24 | Lorenzo Bandini         | Ferrari        | 106    | + 4 voltas       | 9    | 2      |
| 6   | 12 | Carel Godin de Beaufort | Porsche        | 99     | + 11 voltas      | 19   | 1      |
| 7   | 21 | Peter Broeker           | Stebro-Ford    | 88     | + 22 voltas      | 21   |        |
| 8   | 11 | Jo Bonnier              | Cooper-Climax  | 85     | + 25 voltas      | 12   |        |
| 9   | 23 | John Surtees            | Ferrari        | 82     | Motor            | 3    |        |
| 10  | 16 | Jim Hall                | Lotus-BRM      | 76     | Câmbio           | 16   |        |
| 11  | 3  | Bruce McLaren           | Cooper-Climax  | 74     | Pane seca        | 11   |        |
| Ret | 14 | Jo Siffert              | Lotus-BRM      | 56     | Câmbio           | 14   |        |
| Ret | 4  | Tony Maggs              | Cooper-Climax  | 44     | Ignição          | 10   |        |
| Ret | 18 | Rodger Ward             | Lotus-BRM      | 44     | Câmbio           | 17   |        |
| Ret | 6  | Dan Gurney              | Brabham-Climax | 42     | Chassis          | 6    |        |
| Ret | 10 | Pedro Rodríguez         | Lotus-Climax   | 36     | Motor            | 13   |        |
| Ret | 9  | Trevor Taylor           | Lotus-Climax   | 24     | Pane elétrica    | 7    |        |
| Ret | 17 | Masten Gregory          | Lola-Climax    | 14     | Motor            | 8    |        |
| Ret | 22 | Hap Sharp               | Lotus-BRM      | 6      | Retirada         | 18   |        |
| Ret | 25 | Phil Hill               | ATS            | 4      | Falta de óleo    | 15   |        |
| Ret | 26 | Giancarlo Baghetti      | ATS            | 0      | Falta de óleo    | 20   |        |
| WD  | 7  | Walt Hansgen            | Lotus          |        |                  |      |        |
| WD  | 15 | Innes Ireland           | Lotus-BRM      |        | Piloto lesionado |      |        |
| WD  | 19 | Ernie de Vos            | Stebro-Ford    |        | Sem carro        |      |        |

## Tabela do campeonato após a corrida
|        | Pos. | Piloto         | Pontos  |
| ------ | ---- | -------------- | ------- |
|        | 1    | Jim Clark      | 51 (55) |
|        | 2    | Richie Ginther | 28 (30) |
| 2      | 3    | Graham Hill    | 22      |
| 1      | 4    | John Surtees   | 22      |
| 1      | 5    | Bruce McLaren  | 14      |
| Fonte: |      |                |         |

|        | Pos. | Construtor     | Pontos  |
| ------ | ---- | -------------- | ------- |
|        | 1    | Lotus-Climax   | 51 (56) |
|        | 2    | BRM            | 35 (37) |
|        | 3    | Ferrari        | 24      |
|        | 4    | Cooper-Climax  | 21      |
|        | 5    | Brabham-Climax | 18      |
| Fonte: |      |                |         |

- Nota: Somente as primeiras cinco posições estão listadas. Apenas os seis melhores resultados, dentre pilotos ou equipes, eram computados visando o título. Neste ponto esclarecemos: na tabela dos construtores figurava somente o melhor colocado dentre os carros de um time. No presente caso, os campeões da temporada surgem grafados em negrito.